# Хамънд (ледник)
Ледникът Хамънд (на английски: Hammond Glacier) е долинен ледник в Западна Антарктида, Земя Мери Бърд, Бряг Сандърс с дължина 70 km. Води началото си от Антарктическото плато на около 800 m надморска височина и „тече“ на север източно от хребета Хейнс, част от планината Едсел Форд. „Влива“ се в югоизточната част на шелфовия ледник Салзбергер.
Ледникът е открит и топографски заснет през 1934 г. от участниците в американската антарктическа експедиция, възглавявана от Ричард Бърд, който наименува новооткрития ледник в чест на Джон Хамънд (1855 – 1936), американски минен инженер, дипломат и филантроп, спонсор на експедицията.
- Топографска карта на ледника Хамънд